# Hydrocotyle hederacea
Hydrocotyle hederacea är en växtart i släktet Hydrocotyle och familjen araliaväxter. Den beskrevs av Mildred Esther Mathias 1936.
Arten är en perenn ört som förekommer i Colombia och nordvästra Venezuela. Den har använts som medicinalväxt.